# Plateaux (região do Togo)
Plateaux é uma região do Togo. Sua capital é a cidade de Atakpamé.

## Prefeituras
- Amou
- Haho
- Kloto
- Ogou
- Wawa